# Medicinsk geografi
Medicinsk geografi beskriver och analyserar hälsa och ohälsa utifrån rumsliga och ekologiska sammanhang.  Det handlar om sjukdomars utbrednings- och spridningsmönster, samband med naturgivna, demografiska, sociala och kulturella förutsättningar samt förändringar av samhälls- och naturmiljö, migration och annan mobilitet. För att bedöma sjukdomsförekomst är det angeläget att se upp med att utbredningsmönster kan te sig olika beroende på vilka areella enheter som incidens, prevalens och andra mått är knutna till samt till dessa enheters gränsdragningar, folktäthet och andra egenskaper. Kartering kan därför behövas på olika nivåer.
Geografiska metoder kan tillämpas för sjukdomsspårning, praktisk planering för folkhälsa, anamneser, och även vid anpassning av miljöer för exempelvis barn och personer med funktionshinder eller demens.

## Begreppet
Begreppet medicinsk geografi omfattar frågeställningar om hälsans och sjukdomarnas förekomst, utbrednings- och spridningsmönster, orsakssammanhang och följdverkningar utifrån geografiska perspektiv. Begreppet är känt åtminstone sedan 1770- och 1780-talen, då några franska och tyska läkare använde det (franska Géographie médicale, tyska Medizinische Geographie). Termen är omdiskuterad. Särskilt brittiska geografer använder numera ofta termen "health geography", som på svenska motsvaras av hälsogeografi, för att markera, att den geografiska forskningen handlar om hälsorelaterade företeelser i vid mening, inte enbart sjukdomar i biomedicinsk mening. Ibland används begreppet "folkhälsogeografi". Närbesläktade begrepp är "geografisk medicin" eller "geomedicin", men man måste skilja innebörden från medicinsk geografi. "Medicinsk" är ett adjektivattribut till geografi och medicinsk geografi är alltså en gren av geografin (utgår från geografiska frågeställningar och använder geografiska metoder).

## Metoder och tillämpningar
Insikten att hälsa och sjukdom har geografiska mönster kan spåras tillbaka till den grekiske läkaren Hippokrates och länge var det mest läkare, mera sällan geografer, som tog sig an geografiska perspektiv på hälsa och sjukdom. Under 1900-talets senare årtionden började emellertid en del geografer mera systematiskt engagera sig i hälsans och sjukdomarnas geografiska sammanhang. 
Ofta kan de geografiska frågeställningarna ligga nära miljömedicin och epidemiologi, men geografer närmar sig hälsorelaterade problem med metoder och tekniker som kartografi, korologi, tidsgeografi och geografiska informationssystem (GIS). I regelrätta geografiska analyser har alltid området, platsen eller läget ett förklaringsvärde. Geografer sätter hälsa och sjukdom i relation till befolkningsgeografi, bebyggelsegeografi, klimatologi, geomorfologi, hydrologi och så vidare. 
Till relativt nyligen brukade man skilja mellan två olika inriktningar under paraplybenämningen "medicinsk geografi", nämligen epidemiologisk geografi och vårdgeografi. Medan den förstnämnda går ut på att finna orsakssammanhang bakom vissa sjukdomar handlar den andra om var vårdinrättningar är belägna, hur tillgängliga de är och hur de utnyttjas i förhållande till behoven. Man kan emellertid på goda grunder numera skilja mellan flera andra inriktningar utöver de båda traditionella, såsom humanistiska, strukturalistiska, marxistiska och kritiska. Dessa riktningar kan existera sida vid sida och snarast komplettera varandra.
Allt fler hälsorelaterade frågeställningar tas upp i geografiskt perspektiv, och medicinsk geografi eller hälsogeografi har blivit en liten men etablerad specialitet bland geografer i vissa länder. Samtidigt har mångfalden inom specialiteten ökat. Tyngdpunkten har förskjutits från tropiska infektions- och parasitsjukdomar till det moderna samhällets ohälsoproblem, såsom cancer, hjärt- och kärlsjukdomar, neurologiska sjukdomar, mentalsjukdomar och olyckshändelser, men också nya och återvändande infektionssjukdomar, såsom aids och covid-19 respektive tbc. 
Geografiska metoder är också viktiga för att analysera hälsoeffekter av luft-, vatten- och markföroreningar samt spårämnen i jord och vatten, men dessa frågeställningar har utvecklats till en egen fördjupning, medicinsk geologi. Samtidigt pågår en sofistikerad metodutveckling inom epidemiologin med betoning av rumsliga, det vill säga geografiska, mönster - "spatial epidemiology". Angelägna geografiska metodproblem har att göra med hur man ska hantera mindre vanliga sjukdomar, små områden (small area studies) och variabler som är knutna till områden (area-level variables) respektive till de individer som bor i dessa områden. Ett metodproblem är att långa latenstider i kombination med omfattande migration och annan mobilitet kan medföra att utbredningen av fall inte motsvarar de miljöer där sjukdomsprocesserna eventuellt har startat.  
Geografiska studier av hälsa och ohälsa omfattar idag nya och återkommande infektioner, och nya drivkrafter bakom ohälsomönster (såsom livsstilsförändringar, intensiv mobilitet, globaliseringen, teknologiöverföring och risker förknippade med livsmedel), klimatförändringar, vatten, fattigdom, urbanisering, hälsovårdssystem, genusfrågor, social dynamik samt inte minst metodutveckling . 
Infektionssjukdomar är inte avförda från kartering och geografisk analys bara för att själva sjukdomsorsakerna blivit kända. En geografisk vinkling på infektionsspridning är att studera hur transportleder påverkar spridningsmönster. På så sätt har man med historiskt material kunnat visa hur spridningsmönstren – hastighet och vägar – för kolera, mässling och influensa har förändrats av järnvägar, ångfartyg och flyg.
Aktuella studier kan handla om hur nya, bättre landsvägar och transporter i utvecklingsländer påverkar spridningen av hiv då rörligheten ökar.
Med IT har man möjlighet att simulera eller rekonstruera spridningsförlopp i olika perspektiv från det internationella till det lokala och rentav i begränsade utrymmen, såsom sjukhus och härbärgen. Geografiska perspektiv och metoder kan även användas för hälsokonsekvensanalyser och i praktisk planering för hälsofrämjande miljö och livskvalitet. 
Tidsgeografins särskilda angreppssätt har kommit att tillämpas i arbete med patienter inom psykiatri, fysioterapi, rehabilitering, ergonomi och stressforskning såväl för anamneser som för terapi och förändring av levnadssätt. Sådana tillämpningar har rört bl.a. rygglidande , suicidalpatienter , funktionshindrade , misshandlade kvinnor och arbetssituationer . 
Om sjukdomar från början varit i centrum för det geografiska intresset, så växer nu intresset för hur miljöer kan främja hälsan. Man talar om terapeutiska platser och landskap som är särskilt hälsosamma. Vad är det som gör att vissa platser och områden uppfattas som hälsobringande eller på rent statistiska grunder visar lång medellivslängd eller andra tecken på god hälsa? Går det att objektivt påvisa den gynnsamma effekten? Vem har tillgång till dessa trakter? Sådan kunskap kan eventuellt omsättas i praktisk samhällsplanering.  

## Kartor och GIS
Kartor kan användas för att effektivt visa var vissa sjukdomar över huvud taget förekommer, om vissa sjukdomar är vanligare på vissa platser än andra och om de särskilt förekommer i vissa miljöer. De kan därför användas både för att generera hypoteser och att söka stöd för hypoteser om sjukdomarnas orsakssammanhang. Kartor kan också vara praktiska instrument i samhällsplanering, inte minst för att ta hänsyn till folkhälsan. 
Åtminstone sedan början av 1990-talet har GIS (geografiska informationssystem) allt mer tagits i bruk för epidemiologiska studier   . Genom att hålla uppgifterna aktuella kan man efter hand uppdatera och animera kartbilderna för att exempelvis kunna identifiera områden med stabilt höga eller låga risker. Med GIS och "Tingens Internet" (Internet of Things) finns det tekniska möjligheter att spåra sjukdomsspridning  Det är den geografiska precisionen i uppgifterna som sätter gränserna för den noggrannhet man kan åstadkomma i kartbilder över sjukdomars utbredning och spridning samt korrelationer med olika variabler.
Om bristen på såväl data som snabb och lönsam tryckteknik var ett hinder för att göra kartor för 200 år sedan, så är idag tillgången till data och snabb, billig publicering orsaker till att allt fler hälsorelaterade kartor efter hand blir tillgängliga via Internet. En del av dessa har query-funktioner som gör det möjligt för användaren att välja data och göra kartbilder efter eget intresse. Folkhälsomyndigheten tillhandahåller på så sätt en karttjänst via FolkhälsoStudio  och Socialstyrelsen erbjuder interaktiv möjlighet att göra kartor genom statistikdatabasen. Nordic Cancer Union har en interaktiv kartfunktion där det går att se animerade kartor över hur incidensen av olika cancerformer skiftat sedan 1990-talet 
Fler intressanta exempel finns hos amerikanska Centers for Disease Control and Prevention, European Centre for Disease Control (ECDC) och hos Världshälsoorganisationen som tillhandahåller färdiga kartor i sitt Map Gallery. I Sverige utnyttjar vissa centrala myndigheter, länsstyrelser, regioner och kommuner GIS för att åskådliggöra hälsorisker och förutsättningar för bättre hälsa.

## Arbetsgrupper och utbildning
Arbetsgrupper för medical geography eller health geography finns sedan länge i bland annat Kanada, Storbritannien, USA och Tyskland. Internationella konferenser i medical geography eller health geography ordnas regelbundet och brukar delas i sessioner som fokuserar olika former av o/hälsa eller metoder.I Sverige förekommer enstaka korta högskolekurser med inriktning på geografiska aspekter av hälsa och ohälsa.

## Historik
Det var i de hippokratiska texterna (kring 400 f.Kr.) som någon veterligen för första gången i den västerländska kulturkretsen formulerade tanken att hälsan påverkas av den omgivning man lever i – och att sjukdomsmönstren därför skiljer sig mellan platser, regioner och länder. Motsvarande tankar förekom i tidig indisk och kinesisk filosofi. Medeltiden innebar en tillbakagång för detta rationella synsätt, men med de stora upptäcktsfärderna från 1400- till 1800-talen vaknade ett nytt starkt intresse för de geografiska perspektiven på hälsa och sjukdomar. Det var naturligt att man intresserade sig för de sjukdomar och botemedel som man kunde finna i främmande länder. 
När den ena koleraepidemin efter den andra härjade Europa uppstod ett behov av kartor över sjukdomens utbredning och flera sådana kom till under åren 1820-1860. Den säkert mest kända insatsen i utvecklingen av det geografiska perspektivet på hälsa och ohälsa är läkaren John Snows kartering av kolerafall i London (Soho) på 1850-talet. Genom att göra kartor över vattenförsörjningssystemen samt pricka in varje enskilt sjukdomsfall under en epidemi på en karta, där även offentliga pumpar var inprickade, såg Snow att mönstret pekade på att en viss brunn var smittkällan. Därigenom fann han också ett viktigt indicium på att kolera sprids med vatten. Teorin om vattnets roll i sammanhanget hade han utvecklat redan tidigare och genom att kartera fallen fick han ett empiriskt stöd för teorin. Samtidigt (1854) presenterade Snows tyske kollega Max von Pettenkofer en motsvarande karta över koleradödsfall i byn Aubing, nära München. Denne drog inte riktigt samma slutsatser som Snow men sökte ett samband med jordar, grundvatten och organiska föroreningar.
När bakteriologin slog igenom mot slutet av 1800-talet svalnade intresset för geografiska samband eftersom man trodde sig slutligt ha funnit sjukdomarnas orsaker, men när det under 1900-talet visade det sig hur komplexa de ekologiska sammanhangen är blev de geografiska frågeställningarna aktuella på nytt. 

## Kartor över sjukdomar i historien
Enstaka exempel på kartor över epidemier och sjukhus är kända från 1700-talet och så tidigt som sent 1600-talet. En pionjär inom området var Leonhard Ludwig Finke. Militära intressen har spelat roll för sjukdomskartläggning.Den tyske läkaren Helmut Jusatz utvecklade under andra världskriget ett kartverk över sjukdomsrisker, Seuchen-Atlas, i de områden som var av militärt intresse för tyska trupper. Efter kriget fick han tillsammans med kollegan Ernst Rodenwalt och med amerikanskt stöd tillfälle att utveckla arbetet med kartorna till Welt-Seuchen-Atlas som publicerades 1952-1961. Rodenwalt, som under första världskriget hade tjänstgjort som läkare i Mindre Asien, upptäckte sambandet mellan försumpning och malaria. Senare ägnade han sig med framgång åt att söka en klimatologisk förklaring till en malariaepidemi på Ceylon under 1930-talet. Från tidigt 1950-tal och ett par årtionden framåt var Geomedizinische Forschungsstelle i Heidelberg ett centrum för studier av ohälsa och geografi, i början under ledning av läkarna Rodenwalt och Jusatz.
Det tyska verket inspirerade till en motsvarande, men mindre, amerikansk atlas över de stora farsoterna, nämligen Atlas of Distribution of Diseases som gavs ut av American Geographical Society under ledning av Dr Jacques May (1955). Numera delar American Geographical Society ut Jacques May Prize för framstående avhandlingsarbeten i hälsorelaterad geografi.
Om det var kartor över infektionssjukdomar som dominerade 1800-talet och första hälften av 1900-talet så har cancer varit det vanligaste temat för hälsorelaterade kartor under de senare årtiondena. Det är väl känt att cancerfrekvensen varierar både geografiskt och socialt. Dessa skillnader, inte minst de geografiska, har i hög grad bidragit till att man har vunnit bättre kunskaper om olika cancerformers orsaker och betingelser. Enstaka försök att kartera cancer hade förekommit tidigare. Det första var antagligen Alfred Havilands kartverk över cancer, hjärtsjukdomar med mera bland kvinnor i England och Wales (1875), men först hundra år senare blev cancer det främsta temat i sjukdomskartor. 
Under 1980-talet publicerade det ena europeiska landet efter det andra kartverk över olika cancerformers utbredning. 
I några kartverk från senare år möter man ett vidare perspektiv på hälsa och hälsorelaterade omständigheter i internationellt, nationellt och regionalt perspektiv. Bland dessa finns nationalatlaser med inslag av hälsorelaterade kartor som framför allt tjänar som upplysning för allmänheten. Norge (Aase 1996) och Sverige (SNA 2000) har gett ut var sin, där kartor åtföljs av utförliga textkommentarer, diagram och andra bilder. En del verk behandlar urval av dödsorsaker i ett internationellt, nationellt, regionalt eller lokal, till exempel Atlas of Mortality in Europe, som Världshälsoorganisationen gett ut i ett par versioner, Mortality Atlas of Canada (1980, 1996), Atlas of United States Mortality (CDC) eller Mortalitätsatlas von Berlin (Ueberschär). Ett särskilt perspektiv på mortalitet har man valt i European Community Atlas of ’avoidable death’ 1985-1989. Sambanden mellan mortalitet, yttre miljö och samhällsmiljö är ett tema med variationer i några verk. En rysk atlas över hälsa och miljö publicerades 1995. Samma år kom A new social atlas of Britain (Dorling, 1995). I Sverige har regionala kartverk över miljöfaktorer och andra hälsorelaterade fakta kommit ut för bland annat Mälardalen (Mälardalsrådet 1997), Skåne (Lithman 1993, 1995) och Östergötland (Hagström med flera). Vissa speciella hälsorisker har presenterats i kartform, såsom effekter av radioaktiv spridning från Tjernobylolyckan.